# Выборы в Сенат США от Калифорнии (1950)
Выборы в Сенат США от Калифорнии прошли 7 ноября 1950 года. Предвыборная кампания сопровождалась взаимными обвинениями и оскорблениями. Кандидат республиканской партии, Конгрессмен Ричард Никсон победил кандидата от демократов, Хелен Гаган Дуглас. Действующий сенатор-демократ Шеридан Доуни на очередной срок не баллотировался — он выбыл из гонки ещё на стадии праймериз.
Никсон и Дуглас объявили о своём участии в выборах ещё в конце 1949 года. В марте 1950 действующий сенатор Доуни объявил, что завершает политическую карьеру. После этого, о своей кандидатуре объявил издатель газеты «Los Angeles Daily News» Манчестер Боди. На стадии праймериз Боди часто отмечал, что взгляды Дуглас «чересчур левые». Именно он первым сравнил Дуглас и конгрессмена из Нью-Йорка Вито Маркантонио (Маркантонио часто обвиняли в приверженности к коммунистическим идеям). Праймериз у республиканцев были менее конкурентными: Никсон был явным фаворитом и серьезной оппозиции не имел.
Никсон и Дуглас выиграли праймериз республиканской и демократической партии соответственно, Манчестер Боди же занял второе место. Из-за конкурентных праймериз, демократы были разделены на два лагеря; многие видные деятели демократической партии отказались поддержать Дуглас, а некоторые и вовсе публично объявили, что поддерживают Никсона. Через несколько дней после праймериз обеих партии, началась Корейская война. На всеобщих выборах 7 ноября Никсон одержал уверенную победу 59,23 % голосами, выиграв при этом в 53 из 58 округов Калифорнии.
Никсона критиковали за стратегию его кампании, однако, он защищал свой действия и заявлял, что взгляды Дуглас были слишком левыми для избирателей Калифорнии. К причинам поражения Дуглас также причисляют незначительную поддержку со стороны администрации президента Трумэна, а также неготовность избирателей в 1950 году избрать женщину в Сенат.

## Предыстория

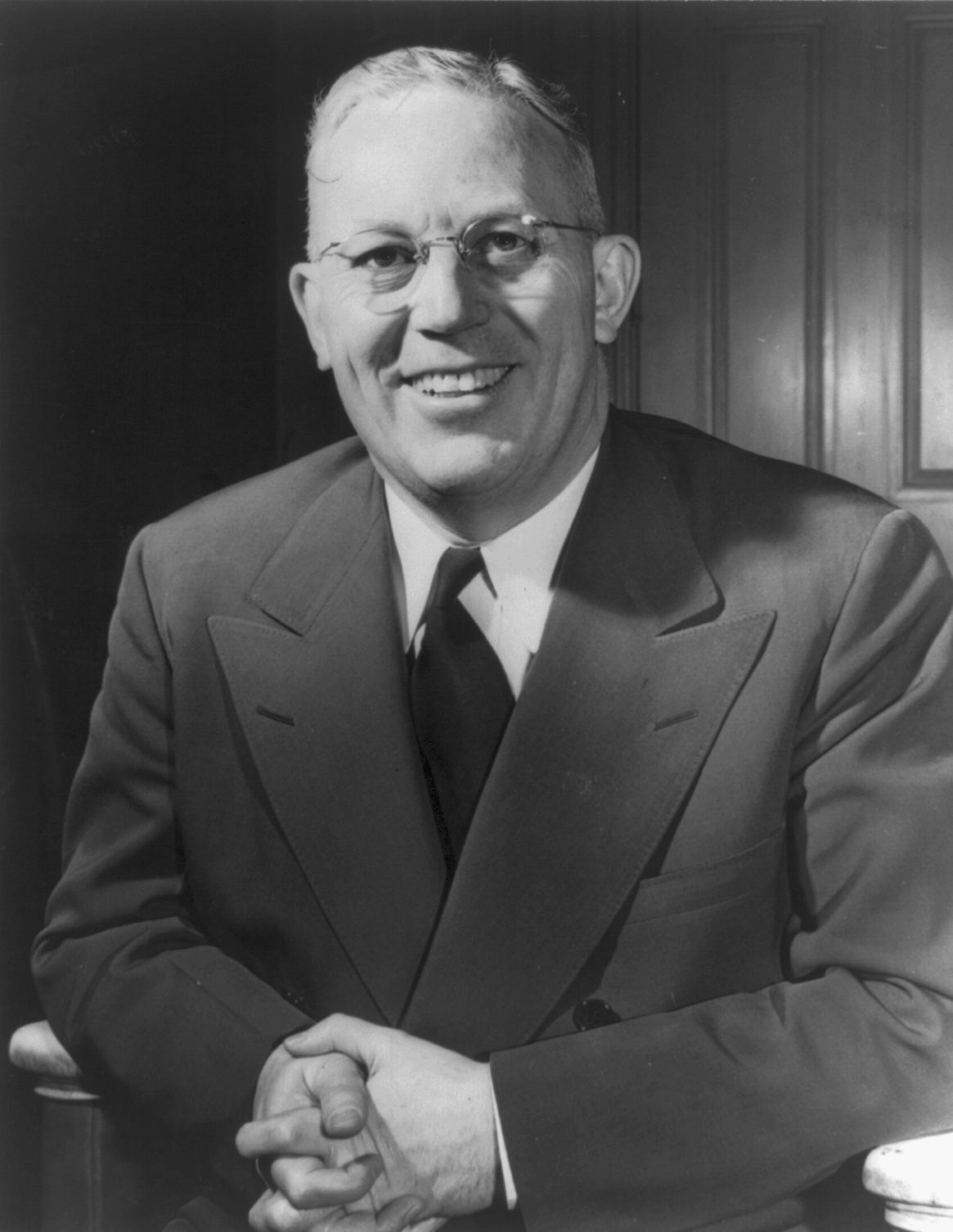
Губернатор Калифорнии Эрл Уоррен

Действующий сенатор-демократ, адвокат по профессии, Шеридан Доуни был впервые избран в 1938 году и имел репутацию левого либерала. До победы на выборах в Сенат, Доуни был кандидатом в вице-губернаторы Калифорнии в 1934, однако, тогда он потерпел поражение. После избрания в Сенат Доуни во многих вопросах занял более консервативную позицию и стал часто учитывать корпоративные интересы. Другой участник праймериз демократов, издатель и главный редактор газеты «Los Angeles Daily News» Манчестер Боди родился на картофельной ферме в штате Вашингтон. Он приобрёл газету в 1926 году, когда та обанкротилась. На момент приобретения его журналистский опыт был незначителен, однако, он делился своими мыслями с читателями в собственной колонке под названием «Thinking and Living». Боди сначала склонялся к поддержке республиканской партии, но поддержал «Новый курс» Франклина Рузвельта. Во время губернаторских выборов 1934 года Боди и его газета активно поддерживали кандидата в губернаторы Эптона Синклера и кандидата в вице-губернаторы Доуни.
Два главных участника всеобщих выборов в ноябре, Никсон и Дуглас, были избраны в Конгресс в середине 40-х годов. Дуглас, которая до политики была профессиональной актрисой и оперной певицей, представляла 14-й избирательный округ Калифорнии с 1945 года. Ричард Никсон же родился в рабочей семье в городе Уйттер, а в 1946 году победил Конгрессмена-демократа Джери Вурхиса, после чего начал свою деятельность в Палате Представителей и приобрёл известность как ярый антикоммунист и один из фигурантов дела Элджера Хисса.
В сороковых годах двадцатого века, население Калифорнии увеличилось на 55 %. К 1950 году 58,4 % зарегистрированных избирателей были демократами, республиканцев же было значительно меньше — 37,1 %. Тем не менее, большинство важных должностей занимали именно республиканцы: губернатором штата был Эрл Уоррен, а вторым представителем штата в Сенате Уильям Ноуланд.
Во время избирательной кампании, Никсона, как и Дуглас, обвиняли в том, что во время голосовании они часто выражали ту же позицию, что конгрессмен из Нью-Йорка Вито Маркантонио. Маркантонио на тот момент был единственный членом Американской рабочей партии, который заседал в конгрессе и представлял в Палате восточный Гарлем. Многие называли Маркантонио коммунистом, однако, тот себя к ним не причислял. Маркантонио редко обсуждал СССР или коммунизм, а также не поддерживал запрет и ограничение коммунистов и коммунистической партии, объясняя это тем, что такие меры нарушают Билль о правах. Кроме этого, Маркантонио голосовал против требовании Комитета по антиамериканской деятельности, членом которого являлся Ричард Никсон.

## Праймериз

### Демократической партии

#### Первый этап

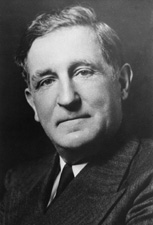
Сенатор Шеридан Доуни

Многие демократы советовали Дуглас воздержаться от участия в выборах и выставить свою кандидатуру в 1952, против сенатора-республиканца Ноуланда, однако, она этому совету не последовала. Для её кампании остро стоял финансовый вопрос: друг и помощник Дуглас писал ей, что им понадобится приблизительно $150,000 ($1.8 миллионов по сегодняшнему курсу).
5 октября 1949 года Дуглас выступила с речью на радио, где и объявила о своей кандидатуре. На протяжении всего года, она нещадно критиковала Доуни, обвиняя его в бездействии, лоббировании интересов крупного и нефтяного бизнеса. Менеджером своей кампании Дуглас назначила Гарольда Типтона, который до этого руководил успешными избирательными кампаниями в Сиэтле, штат Вашингтон. Дуглас осознавала, что, скорее всего, кандидатом республиканцев будет Никсон и считала, что выиграй она праймериз, большие различия между их взглядами привлечёт неопределившихся избирателей на её сторону. Изначально, Доуни, имевший проблемы со здоровьем, окончательно не решал, участвовать ли в предстоящих выборах. Тем не менее, в декабре 1949 года он выступил с речью, в которой объявил о намерении баллотироваться на очередной срок и обрушился с критикой на Дуглас. В праймериз кроме Дуглас и Доуни также участие принимал член Сената Калифорнии из Сакраменто, Эрл Десмонд.
В январе 1950 года Дуглас открыла штаб-квартиры своей кампании в Лос-Анджелесе и Сан-Франциско. Это дало понять, что она серьезно намеревалась победить Доуни и не собиралась покидать праймериз. Доуни предложил Дуглас серию дебатов, однако, Дуглас отвергла это предложение. Кандидаты критиковали друг друга а также выдвигали взаимные обвинения через радио и прессу.
Дуглас формально объявила о начале своей кампании 28 февраля, однако, это событие не получило должного внимания из-за слухов о том, что Доуни может уйти на пенсию. Дуглас расценила эти слухи как политический манёвр для привлечения внимания прессы. Тем не менее, 29 марта Доуни объявил, что выбывает из праймериз и поддерживает издателя «Los Angeles Daily News» Манчестера Боди. В своем выступлении Доуни отметил, что из-за плохого состояния здоровья не мог «вести личностную и военную кампанию против порочной и неэтичной пропаганды Дуглас».
Боди заполнил все необходимые документы на следующий день, а петицию о его выдвижении подписали мэр Лос-Анджелеса Флетчер Боурон (республиканец) и менеджер кампании Доуни Уилль Роджерс младший. У Боди не было политического опыта, выдвинуть свою кандидатуру ему советовали лидеры демократической партии и богатые нефтяники. Позже, Боди заявил, что причиной его участия стало то, что выборы были бы для него новым вызовом и предоставили бы ему шанс познакомиться с интересными людьми. Боди, Никсон и Дуглас принимали участие не только в праймериз своей партии, но и оппозиционной республиканской.
Дуглас назвала выбытие Доуни дешёвым трюком и не попыталась достичь некого перемирия с сенатором, который из-за проблем со здоровьем отсутствовал в конгрессе и лечился в больнице. Смена оппонента для Дуглас имела как позитивные, так и негативные последствия: действующий сенатор выбыл из гонки, однако, Дуглас уже не могла рассчитывать на поддержку одной из крупных газет Лос-Анджелеса.

#### Боди против Дуглас

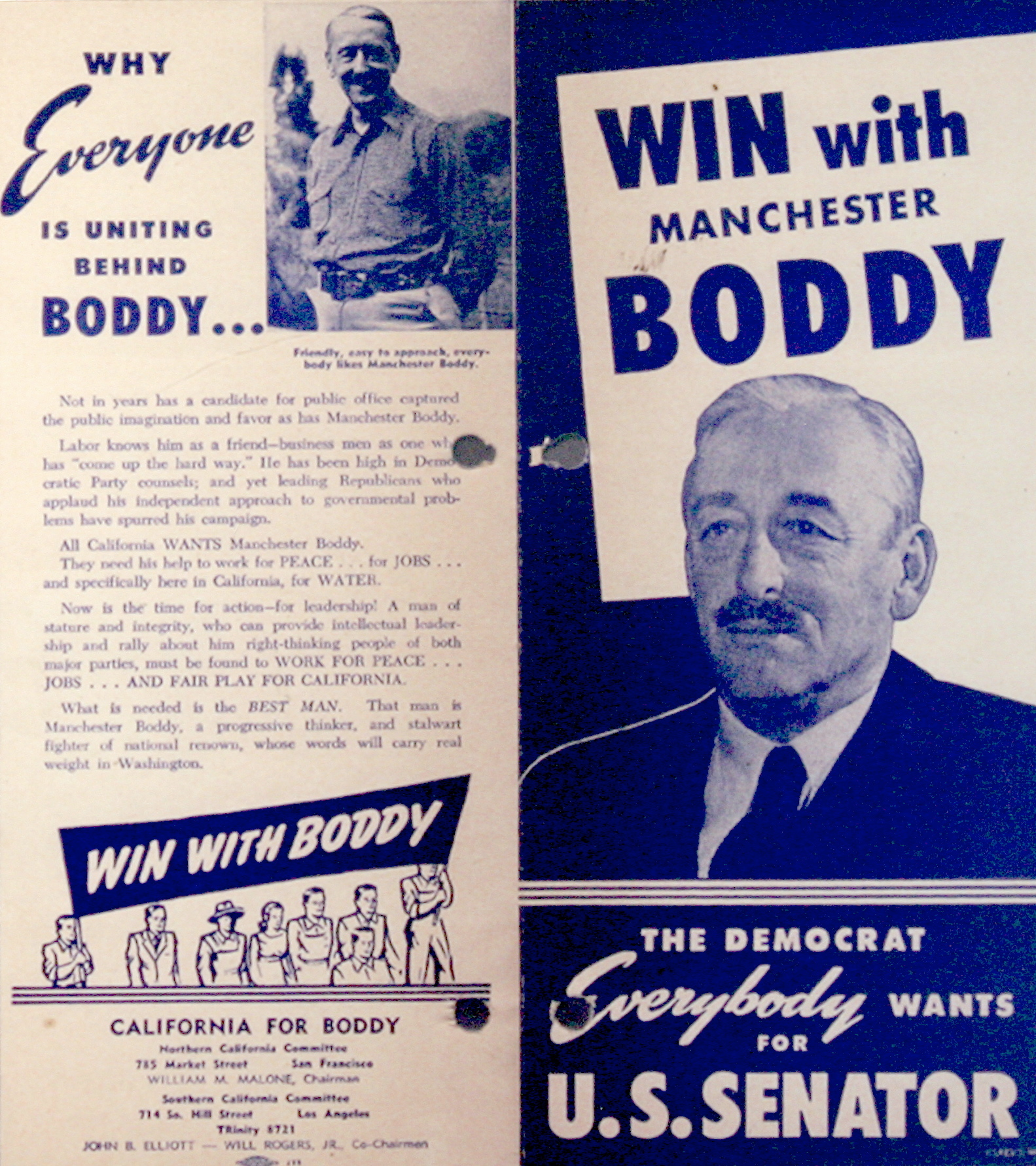
Флаер кампании Боди

На протяжении месяца, Дуглас и Боди старались не критиковать друг друга. Кампания издателя акцентировала внимание на то, что Боди родился в избушке  и воевал в Первой мировой войне. Его слоганом был «Manchester Boddy, the Democrat Every Body Wants» (Манчестер Боди — демократ, которого хотят все). Он неоднократно заявлял о том, что ведёт борьбу за «простого человека», на которого не обращает внимания ни большое правительство, ни большие профсоюзы. Тем не менее, кампания Боди, которая ещё и началась довольно поздно, была дезорганизованной. К тому же, Боди не отличался харизматичностью и имел проблемы с общественными выступлениями.
«Перемирие» между Дуглас и Боди завершилось в апреле 1950 года, когда газеты Боди упомянули Дуглас как «розовую» и «розовую, которая становится красной». В конце того же месяца, «Daily News» впервые назвал Дуглас «розовой леди». Дуглас, в свою очередь, в основном игнорировала нападки противника. В своей колонке Боди писал, что Дуглас была частью «маленького меньшинства красных», которые хотели использовать выборы «для создания плацдарма, с которого начнут коммунистическую атаку на Соединённые Штаты». Одна из публикации Боди была и вовсе напечатана красными чернилами и заявляла, что Дуглас часто «голосовала в один ряд с известным радикалом и экстремистом Вито Маркантинио в интересах Советской России, а не Соединённых Штатов».

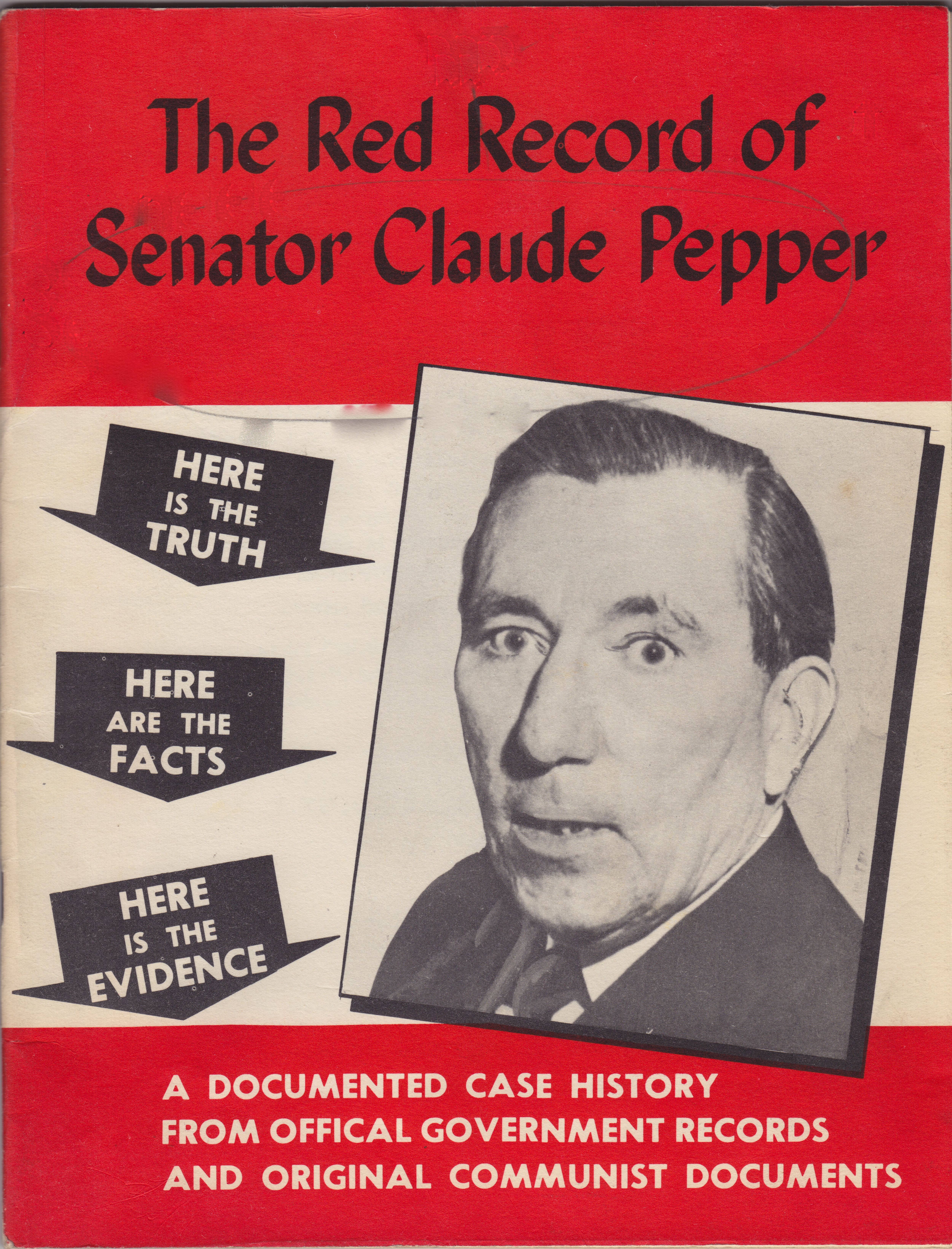
Красная история голосования Клода Пэппера

3 мая конгрессмен Джордж Смэзерс победил сенатора-либерала Клода Пэппера из Флориды в праймериз демократической партии. Смэзерс называл своего оппонента «красным перцем» (Red Pepper), а его кампания раздавала брошюры, на которых была фотография Пеппера и Вито Маркантонио; брошюра называлась «Красная история голосования Сенатора Клода Пеппера». После триумфа Смезерса в праймериз, республиканец из Южной Дакоты, в то время служивший вместе Никсоном в палате представителей, написал коллеге письмо о брошюре Смэзерса: «Думаю, если твоим оппонентом осенью будет Хелен, что-то подобного содержания вполне сработает». Дуглас, в свою очередь, расценила поражение Пеппера негативно: «Потеря Пеппера великая трагедия и мы очень из-за этого переживаем». Она также отметила, что против Пеппера велась "порочная кампания" и предположила, что такое же скоро начнётся в Калифорнии.
22 мая Доуни выступил с речью на радио, где вновь поддержал Боди и выразил мнение, что у Дуглас нет необходимой квалификации для того, чтобы стать сенатором. Доуни заявил: «История её голосования [в Конгрессе] отчётливо показывает очень мало работы, никакого влияния на законопроекты и почти ничего, что можно было бы расценить как серьезное достижение. Тот факт, что госпожа Дуглас до сих пор находится в тёплой руке публичности и пропаганды, не должен запутать ни одного избирателя насчёт того, какими являются реальные факты».
Во время праймериз, Дуглас путешествовала по штату на маленьком вертолете, так как в то время в Калифорнии было не много скоростных шоссе, связывающих города Калифорнии. Идею с вертолётом она позаимствовала у друга — сенатора (и будущего президента) от Техаса Линдона Джонсона. Вертолёт Дуглас арендовала у вертолётной компании из Пало Алто, владельцами которой были сторонники республиканцев; они надеялись, что благодаря связям и влиянию Дуглас им удастся заключить контракт на поставку с Министерством обороны.
В начале апреля опросы показывали, что у Никсона были шансы победить даже в праймериз демократической партии, что автоматически гарантировало его победу. После этого Никсон послал письма избирателям демократов с предложением проголосовать за него. Манчестер Боди раскритиковал Никсона за отправку писем, тот в свою очередь ответил, что у избирателей демократов должна быть возможность выразить недоверие администрации президента Трумэна и проголосовать за республиканца. «Демократы за Никсона», группа, связанная с кампанией конгрессмена, призывала демократов проголосовать за него, не упоминая при этом его партийную принадлежность. Рекламу насчёт праймериз выпустил и «Комитет демократов-ветеранов», который предупредил демократов, что Никсон является республиканцем. Это перепалка не принесла пользы ни Боди, ни Никсону.
6 юня Дуглас выиграла праймериз демократической партии. Боди финишировал вторым, Никсон же занял третье место.

### Республиканской партии

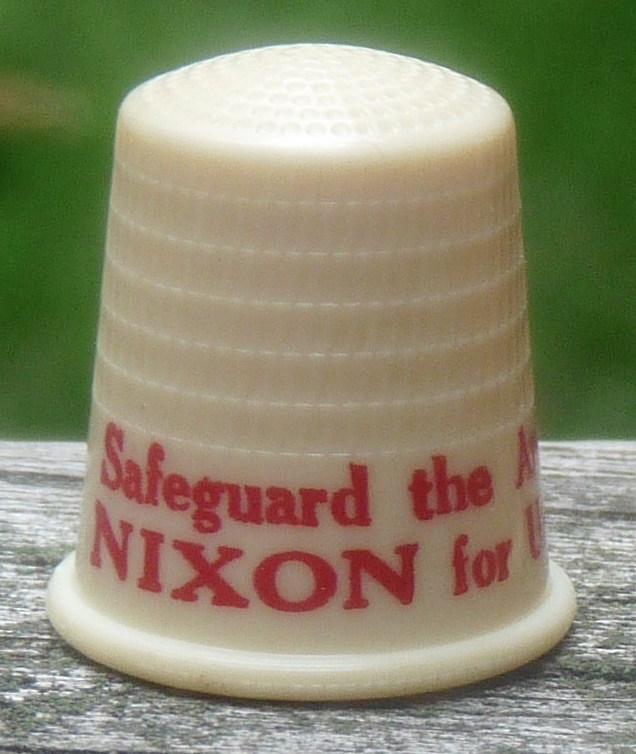
Напёрстки избирательной кампании Ричарда Никсона

К середине 1949 года, Ричард Никсон, заинтересованный продвижением в политической карьере, не собирался баллотироваться в сенат пока не обрёл бы уверенность в том, что победит в праймериз республиканской партии. Никсон считал, что перспективы его партии в Палате Представителей были мрачными и ссылался на отсутствие про-республиканского тренда среди избирателей. Никсон также сомневался, что республиканцы вообще смогут вернуть большинство в Палате. Он также писал, что не видел особого смысла в членстве Палаты, если он будет частью шумного, но неэффективного меньшинства.
К концу августа 1949 года, Никсон отправился в аполитичный разговорный тур в Северной Калифорнии (где он был довольно известным политиком), дабы посмотреть, насколько хороша будет принята его кандидатура, решись он баллотироваться. В октябре того же года, Никсон решил таки принять участие в выборах. Менеджером кампании он назначил Мюрея Чотинера, который принимал участие в губернаторской кампании Эрла Уоррена и даже сыграл небольшую роль в первой кампании самого Никсона.
Никсон объявил о выставлении своей кандидатуры на радио 3 ноября и заявил, что в следующем ноябре избирателям предстоит сделать выбор между свободным обществом и государственным социализмом. На стадии праймериз, менеджер кампании Чотинер собирался делать акцент на Никсона и игнорировать оппозицию. Во время праймериз, Никсон почти не ввязывался в негативную кампанию; согласно его Биографу, Ирвину Геллману, беспощадная борьба в рядах демократической партии лишило негативной кампании всякого смысла. Конец 1949 и начало 1950 года кампания Никсона потратила на создание организации, охватывающей весь штат и на вполне успешный сбор денежных средств.
Часть репутации Никсона была построена на его участии в деле Элджера Хисса. В 1949 году суд не смог вынести вердикт по его делу. Возможность того, что суд оправдает Хисса, создало опасность для политического будущего Никсона, однако 21 января 1950 года суд признан Хисса виновным. После, Никсон получил много поздравительных открыток, в том числе и от единственного живого бывшего президента США, Герберта Гувера.

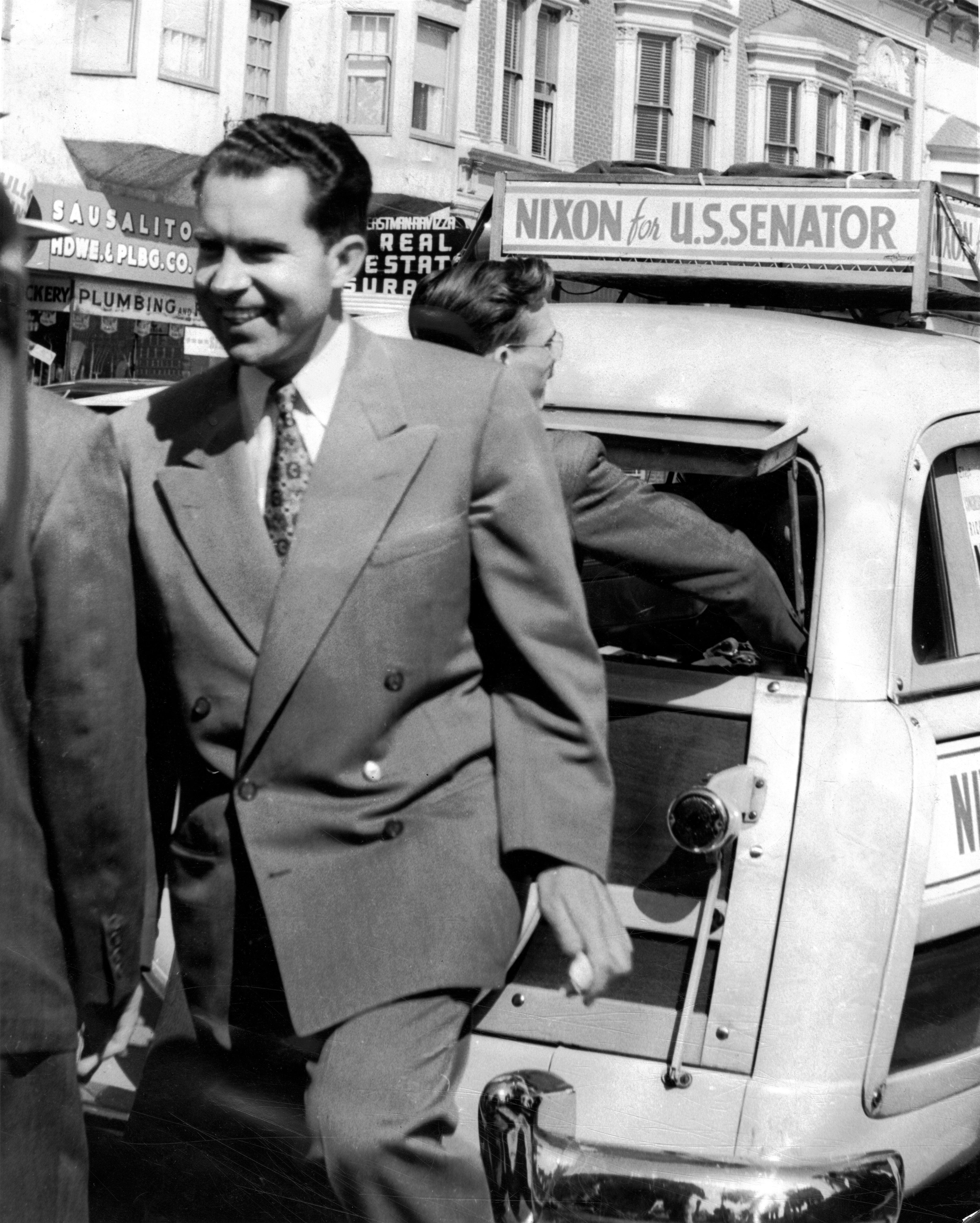
Никсон и его автомобиль в г. Саусалито

В конце января 1950 года, подкомитет Республиканской Ассамблеи Калифорнии поддержал кандидатуру бывшего вице-губернатора Фредерика Хусера (который был противником Доуни на выборах 1944), а не Никсона. Тем не менее, уже весь состав комитета с разницей в один голос (13-12) выразил поддержку Никсону. Хоусер от участия в выборах отказался. Ещё одним противником Никсона мог стать окружной инспектор округа Лос-Анджелес Рэймонд Дарби, однако, он решил баллотироваться в вице-губернаторы и проиграл в праймериз действующему вице-губернатора Гудвину Найту. Ожидалось, что Найт сам будет бороться за место в Сенате, но он решил продолжить деятельность на прежнем посту. Актёр Эдвард Арнольд тоже принимал участие в праймериз, но выбыл к концу марта из-за «нехватки времени для подготовления кампании». Таким образом, Никсон не имел серьезных конкурентов в праймериз — кроме него участие в них принимали лишь демократы Дуглас и Боди и два кандидата, не имевших шансов на успех: Улис Грант Биксби Мэйер и бывший судья и профессор Альберт Левитт, выступающий против «политических теории и действий национального и интернационального коммунизма, фашизма и ватиканизма» и недовольный тем, что пресса не обращала внимания на его кампанию.

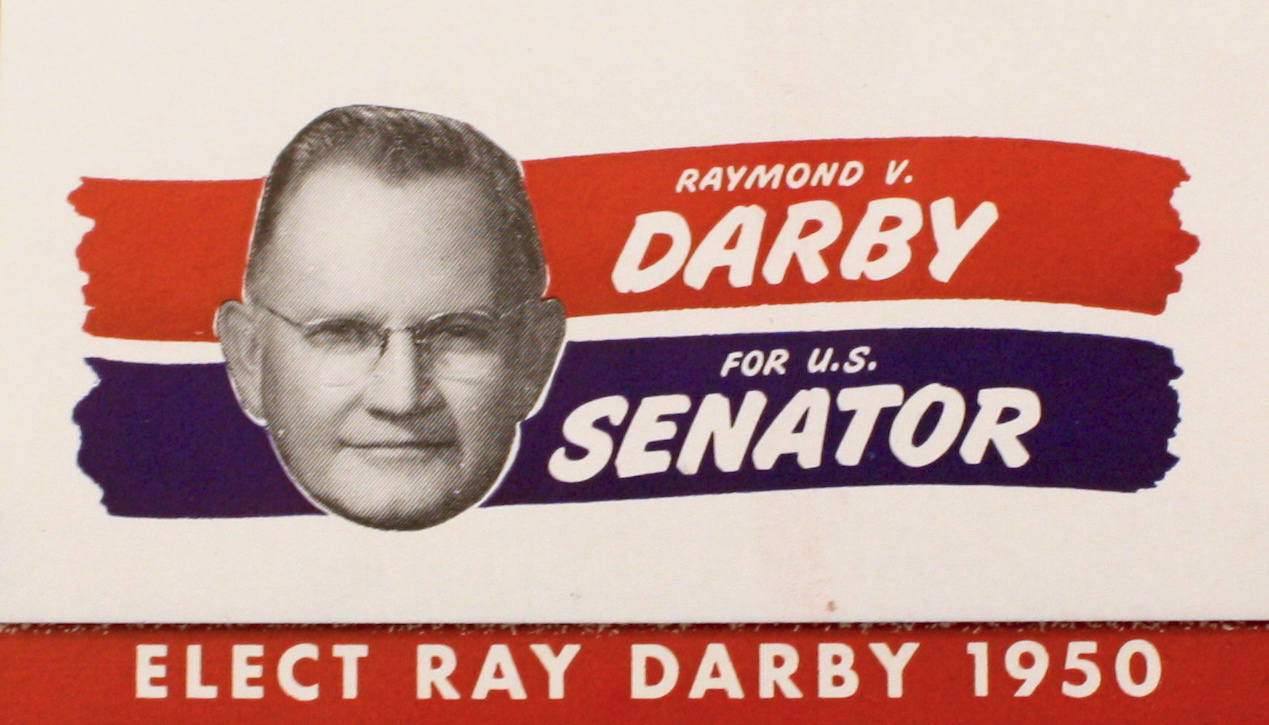
Флаер кампании Рэймонда Дарби

20 марта, Никсон подал документы на участие в праймериз обеих партии и две недели спустя начал кампанию по всему штату на жёлтой машине с надписью «Nixon for U.S. Senator» (Никсона в Сенат). Согласно тогдашнему новостному репортажу, Никсон выступал с речью прямо на улицах и в местах, где мог собрать толпу. Во время своего тура по Калифорнии он посетил все 58 округов, иногда выступая по шесть-восемь раз за день. Во время его речей, супруга Пэт стояла рядом с ним и раздавала напёрстки с призывом голосовать за Никсона и со слоганом «Safeguard the American Home». К концу кампании, Пэт раздала около 65 000 напёрстков.
Не имея серьёзных конкурентов, Никсон с легкостью выиграл праймериз республиканской партии. Боди финишировал вторым, Дуглас же заняла третье место.

### Появление кандидатов вместе

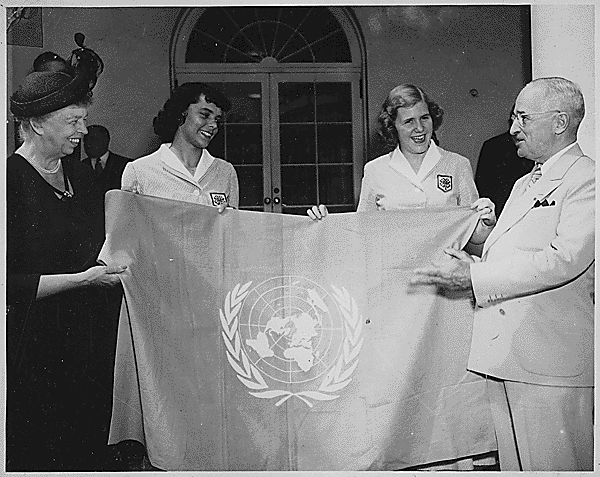
Дуглас, бывшая первая леди Элеонора Рузвельт и президент Гарри Трумэн, сентябрь 1950 года

Кандидаты в дебатах не участвовали, но появились вместе два раза во время кампании. Первая встреча состоялась в «Commonwealth Club» в Сан-Франциско, где Никсон размахивал чеком в 100 долларов, который он получил от Элеонор Рузвельт. Присутствующие были шокированы даже идеей того, что вдова бывшего президента Рузвельта, известная своими либеральными взглядами, поддержала Никсона. Никсон объяснил, что письмо было прислано из Бухты Ойстер, штат Нью-Йорк, а отправила её Элеонора Батлер Рузвельт, вдова старшего сына президента Теодора Рузвельта. Публика посмеялась; Дуглас же позже написала, что отвлеклась и выступила плохо. В своём дневнике, Чотинер отметил, что на встрече не присутствовал Манчестер Боди и что после её проведения Дуглас желала, что б на встрече не было и её.
Вторая встреча состоялась в Беверли Хиллс. Согласно советнику кампании Никсона, Биллу Арнольду, Дуглас явилась позже, когда Никсон уже выступал с речью. После её прихода, Никсон демонстративно посмотрел на свои часы, вызвав смех среди аудитории. Смех повторился вновь, когда во время выступления Дуглас Никсон всячески демонстрировал своё недовольство. После окончания речи Дуглас она ушла, не дослушав выступление своего оппонента.

## Всеобщие выборы

### Война в Корее, битва в Калифорнии

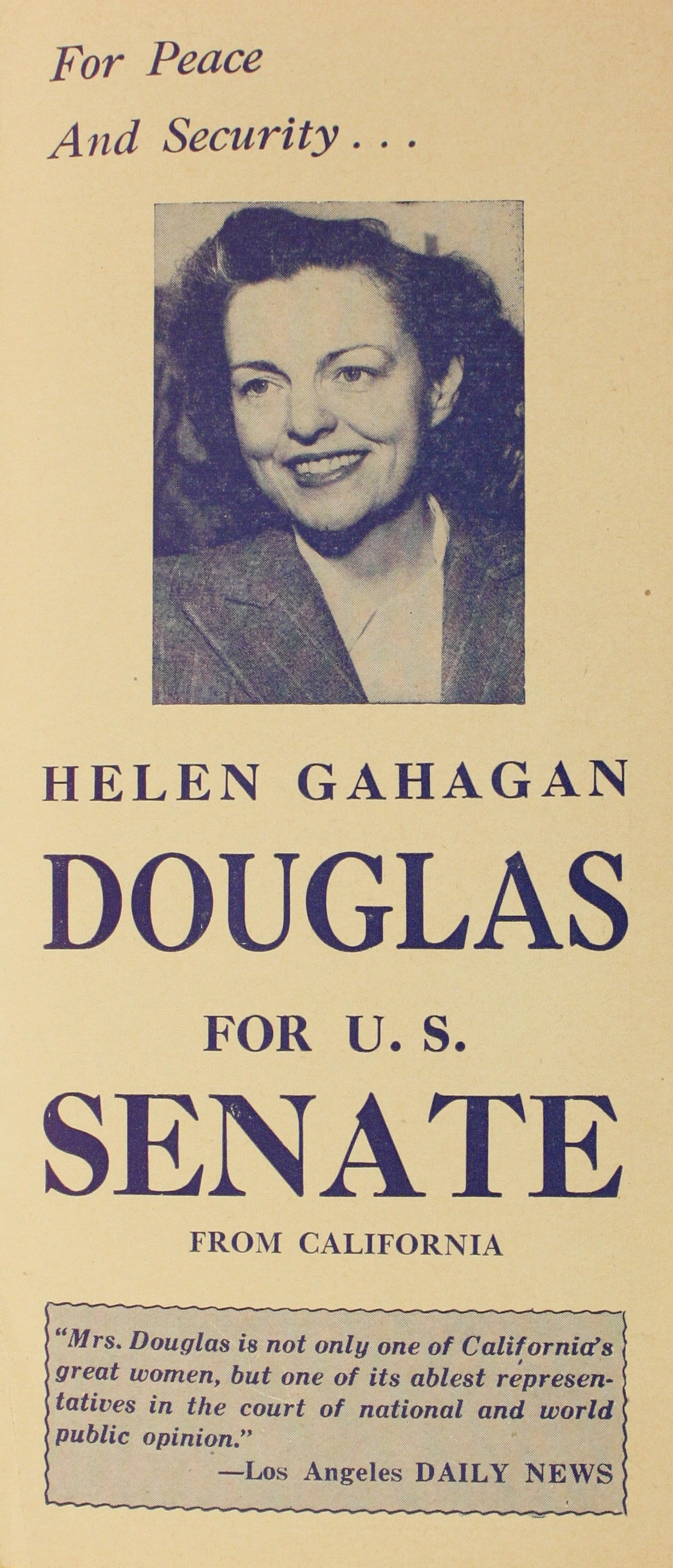
Флаер кампании Хелен Гаган Дуглас

Раскол, возникший в демократический партии после праймериз оставался большой проблемой — поддерживающие Манчестера Боди не спешили присоединиться к кампании Дуглас, несмотря на призыв Президента Трумэна. Сам Трумэн отказывался лететь в Калифорнию и помочь кампании, в основном из-за кандидата в губернаторы Джеймса Рузвельта — сына бывшего президента Рузвельта. Трумэн был зол на Джеймса, т.к тот призывал демократов на президентских выборах 1948 года выдвинуть не Трумэна, а генерала Дуайта Эйзенхауэра. Помимо этого, сбор средств оставался большой проблемой для Дуглас. В свою очередь, через неделю после праймериз, кампания Никсона провела конференцию, на которой обсуждалась стратегия сбора средств — около 197 000 Долларов США (около 2 400 000 долларов по сегодняшним меркам). Достичь свою цель им, как ни странно, помог конгрессмен из Массачусетса, Джон Фицджеральд Кеннеди, политический противник Никсона. Кеннеди пришёл в его штаб и передал чек на 1000 долларов от своего отца, Джозефа Кеннеди. Джон Кеннеди отметил, что не мог публично выразить свою поддержку, но не был бы разочарован, если бы Дуглас пришлось вернуться к актёрской карьере. Позже, Джозеф Кеннеди заявил, что пожертвовал деньги Никсону потому, что считал Дуглас коммунистом.
Позиция Никсона по некоторым вопросам была в пользу больших корпорации и интересов фермеров, которые и были крупными донорами его кампании. Никсон поддерживал акт Тафта-Хартли, против принятия которого яро боролись профсоюзы; Дуглас поддерживала отмену этого акта. Дуглас поддерживала требование, согласно которому вода, субсидированная федеральным правительством, могла идти лишь на фермы, площадь которых не превышала 160 акров 0.65 км²); Никсон выступал за отмену этого требования.
С началом Корейской войны в юне, Дуглас и её помощники боялись, что Никсон использует войну в своих интересах и поставит Дуглас в оборонительное положение в теме коммунистической угрозы. По этому, они решили первыми пойти в наступление. Во время выступления Дуглас заявила, что Никсон вместе с Вито Маркантонио голосовал за отказ от помощи Южной Корее и за сокращение помощи европейским союзникам. Позже, Чотинер писал, что это был переломный момент той кампании:

Она потерпела поражение в ту же минуту, ибо не могла взять и соврать Калифорнийцам, что была бы лучшим борцом с коммунизмом, чем Дик Никсон. Она допустила фатальную ошибку, когда атаковала наши сильные стороны, а не слабые.

Никсон, в свою очередь, заявил что голосовал за отказ от помощи Южной Корее потому, что в ней не подразумевалась помощь Тайванью и проголосовал за после того, как помощь Тайваню была включена в законопроект. Помимо этого, Никсон был известным сторонником Плана Маршалла, по этому, нападки Дуглас насчёт этого вопроса особого эффекта не имели.
Никсон осознал, что главной темой предстоящих выборов будет коммунистическая угроза. Его штаб начал смотреть историю голосования Дуглас и искать голосования, когда она и Маркантонио голосовали вместе. Республиканцы из Вашингтона отправили в Калифорнию доклад, в котором были зафиксированы 247 случаев, когда Маркантонио (который в основном придерживался линии демократической партии) и Дуглас голосовали вместе и 11 случаев, когда их позиции не совпали. Биограф Никсона, Конрад Блек предполагает, что стратегия Никсона акцентировать внимание на коммунизме была нацелена «отвлечь внимание от сильных сторон Дуглас — честной и привлекательной женщины, которая боролась за идеалы, с которыми большинство американцев согласилось бы, преподнеси она их правильно… и перенос внимания на области, в которых Дуглас никак не могла победить». Спустя 20 лет после выборов, Чотинер заявил, что Маркантонио сам предложил сравнить его историю голосования с Дуглас, т.к недолюбливал её за то, что она не до конца поддерживала его в некоторых вопросах.

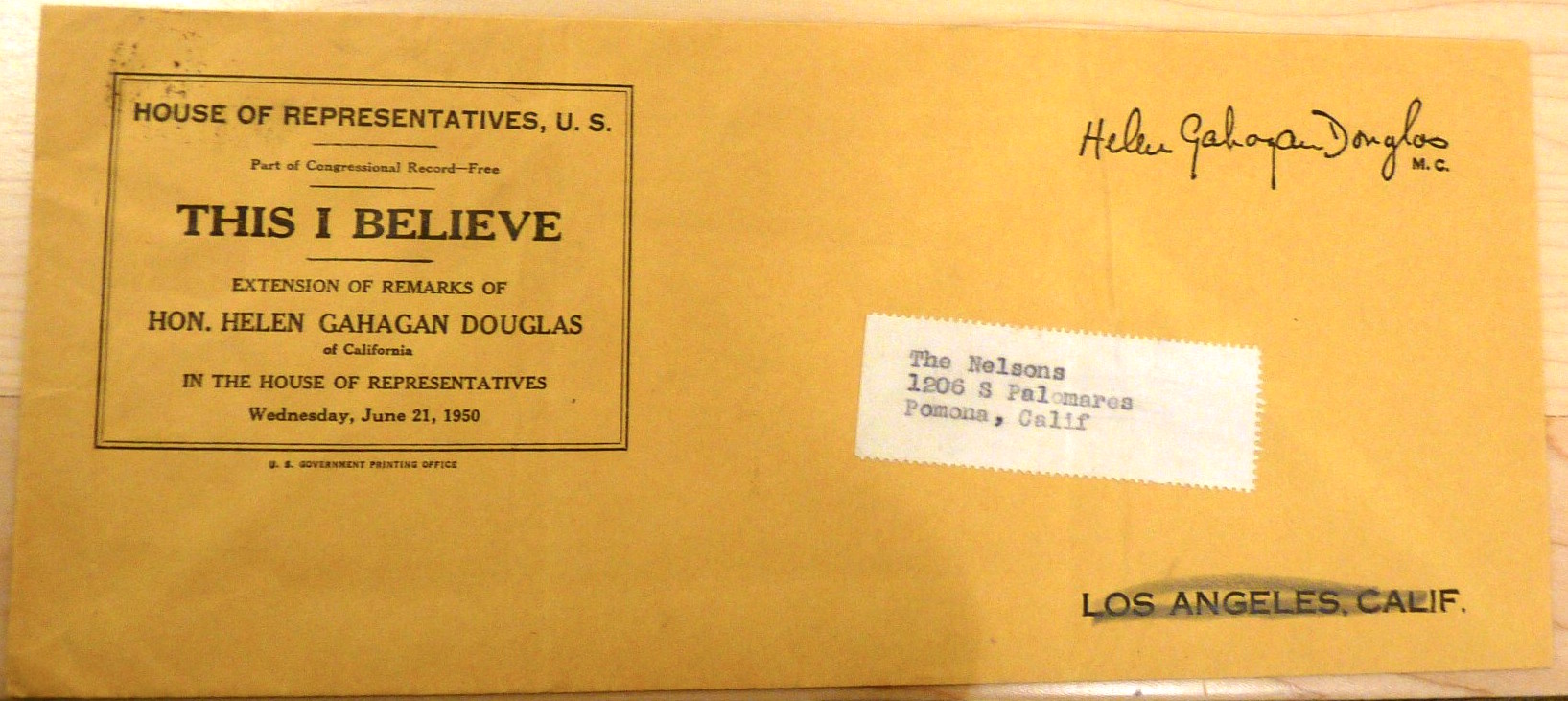
Конверт, подписанный Дуглас для сторонника

Из-за корейской войны и её общественной поддержки, в обществе вновь появилась злость на коммунистов. Никсон опять начал ратовать за принятие законопроекта, предполагавшего ужесточение запретов для коммунистов и компартии, который он ещё раньше предложил вместе с сенатором Мундтом. Дуглас заявляла, что уже существовали законы, которые, в случае необходимости, помогли бы правоохранительным органам и отмечала, что билль Мундта-Никсона нарушил бы гражданские свободы. Однако, билль имел необходимую ПОДДЕРЖКУ в конгрессе и был бы принят в любом случае, по этому, многие сторонники Дуглас призывали проголосовать её за принятие законопроекта, ибо в противном случае Никсон использовал бы это в свою пользу. Тем не менее, Дуглас проголосовала против и стала одной из 20 членов Палаты (вместе с Маркантонио), которые проголосовали против билля. Президент Трумэн наложил на него вето, однако, Конгресс с легкостью преодолел это вето; Дуглас же опять была в числе тех, кто голосовал против преодоления вето (опять же, вместе с Вито Маркантонио). Вскоре после голосования, она выступила на ридо и заявила, что стоит вместе с Президентом, генпрокурором Говардом МакГратом и директором ФБР Эдгаром Гувером в их борьбе против коммунизма.

### Появление розового листа

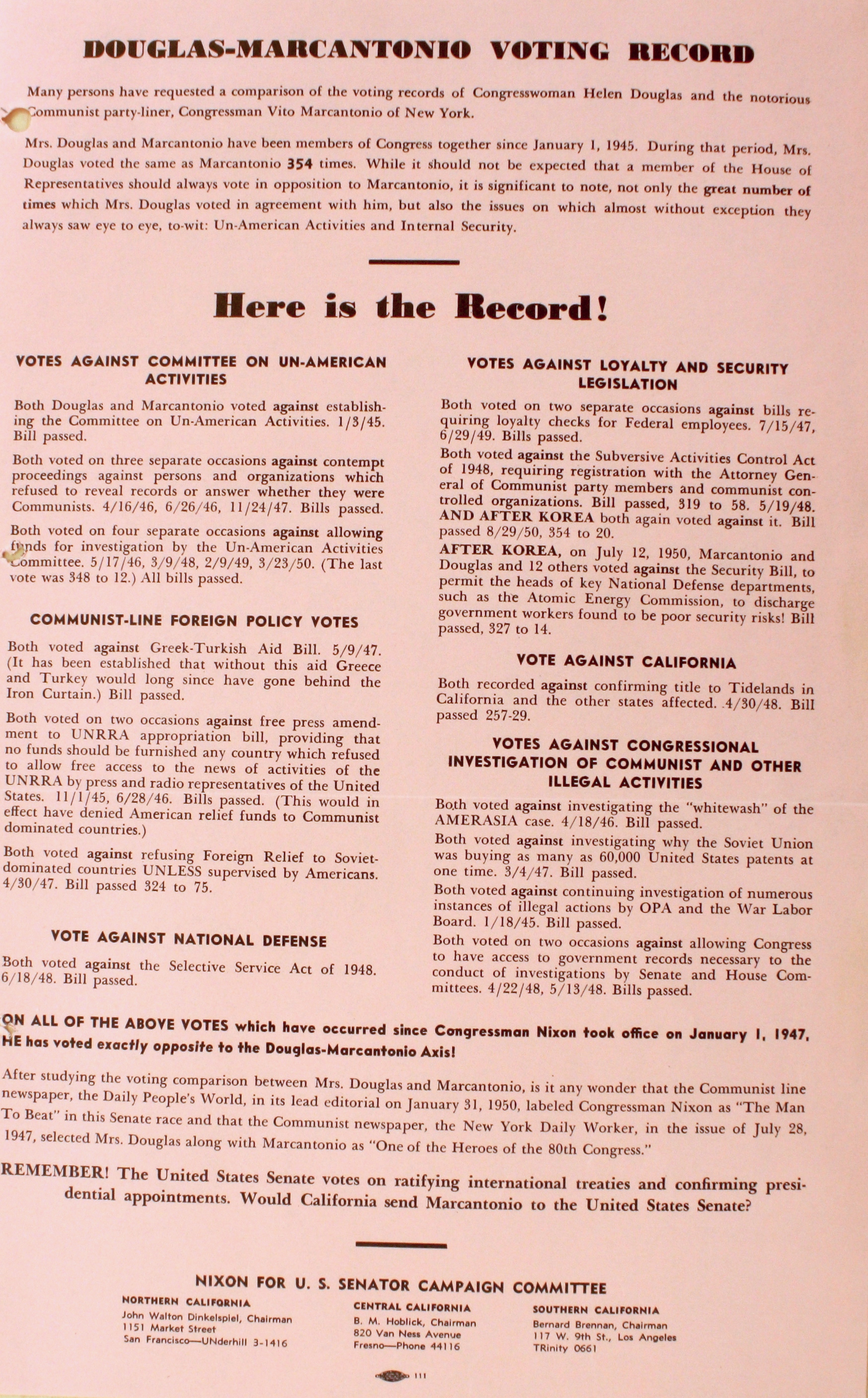
Розовый лист

10 сентября, в Калифорнию прилетела бывшая первая леди США и вдова президента Рузвельта, Элеонора Рузвельт, дабы принять участие в кампании своего сына и Дуглас до своего возвращения в Нью-Йорк, где она работала представителем США в ООН. Дуглас надеялась, что визит Элеонор Рузвельт станет переломным моментом и позволит ей выиграть. На съезде демократов, где находились Рузвельт и Дуглас, сотрудники штаба Никсона раздавали флаеры с названием «История голосования Дуглас-Маркантонио». Содержание было напечатано на розовой бумаге с тёмными чернилами, сравнивала историю голосования Дуглас и Маркантонио в области национальной безопасности и подводила итог, что история голосования двух конгрессменов была неотличима. Помимо этого, флаер гласил, что Никсон, в отличие от «Оси Дуглас-Маркантонио», имеет другую история голосования. Помимо вышеперечисленного, на флаере было написано, что избрание Дуглас в сенат был бы эквивалентен избранию Маркантонио и звучал вопрос, этого ли хотят Калифорнийские избирателей. Вскоре, флаер стал известен как «розовый лист». Позже, Чотинер рассказывал, что цвет они выбрали в стамбе, т.к он «по той или иной причине пришёлся по вкусу в тот момент». Сначала, было напечатано 50 000 экземпляров, но вскоре тираж увеличился до 500 000.
Дуглас сначала никак не ответила на появление розового листа, несмотря на совет Элеоноры Рузвельт, которая правильно расценила эффект листа. Позже, Дуглас призналась, что не смогла понять, как розовый лист мог повлиять на избирателей и просто посчитала его существование абсурдом. 18 сентября, Никсон выступил с речью на радио, в которой обвинил Дуглас в «членстве маленькой группы, которая вместе с известным последователем линии компартии, Вито Маркантонио, голосует против мер, предназначенных на обеспечение защиты этой страны». Он также раскритиковал Дуглас за её позицию насчёт места Китая в ООН — Дуглас считала, что место должно быть за КНР, а не за Тайваньем. Никсон расценил это как потакание коммунизму.
В конце сентября, Дуглас пожаловалась, что распространялись слухи о еврейских корнях её супруга и о его коммунистических убеждениях. Помимо этого, 64 известных демократа, возглавляемые Джорджом Крилом, поддержали кандидатуру Ричарда Никсона. Крил заявил: «Она голосовала вместе с Вито Маркантонио. Махание флагом и позиционирование себя либералом не сможет стереть эту позорную историю». По словам Крила, Доуни работал за кулисами для обеспечения победы Никсона.
Тусклая кампания Джеймса Рузвельта убедила сторонников Дуглас в том, что сын бывшего президента ни то что не мог помочь Дуглас, а сам нуждался в помощи. Из-за низких показателей двух главных кандидатов демократов в опросах, Рузвельт написал письмо Трумэну и предложил ему прилететь в Калифорнию в последние дни перед выборами и принять участие в кампании двух кандидатов. Трумэн на предложение ответил отказом. Он также отказался подписать письмо в поддержку Дуглас и даже не позволил сделать совместное фото (в частных беседах, он называл её «одной из самых худших недоразумении»). Помимо вышеперечисленного, во время своего визита в Сан-Франциско после обсуждения ситуации в Корее с генералом Дугласом МакАртуром, Трумэн заявил прессе, что не планирует участвовать ни в каких политических мероприятиях. Во время его выступления в опере, Дуглас и Рузвельт получили плохие места в зале, расположенные далеко от президентской ложи. Тем не менее, на помощь Калифорнийским демократам пришёл вице-президент США Уильям Олбен Баркли, однако, журнал «Time» писал, что он не особо помог Дулас. Вице-президент заявил, что хоть и не согласен с позицией Дуглас по некоторым вопросам, убеждён, что она голосовала исходя из искренних побуждений и призвал Калифорнийцев подарить Сенату «дозу ума и красоты». В Калифорнии также были генпрокурор США Говард МакГрат и новоизбранный сенатор от штата Миннесота Хьюберт Хамфри.

### Последние дни
Последная крупная рекламная кампания Дуглас содержала аллюзию на нацизм. Приводя в пример пять случаев, когда во время голосования позиции Никсона и Маркантонио совпали, а Дуглас находилась в их оппозиции, реклама обвиняла Никсона в использовании технологии «большой лжи» и заявлала: «ГИТЛЕР это придумал/СТАЛИН усовершенствовал/НИКСОН использует» (HITLER invented it/STALIN perfected it/NIXON uses it). Никсон ответил: «Правду не скроешь. Есть история голосования. Она не отрицала не один случай [голосования]. Железный занавес тишины возник у лагеря наших противников». В последние дни кампании Никсон также неоднократно отмечал, что у Дуглас было слишком «мягкое» отношение к коммунизму.

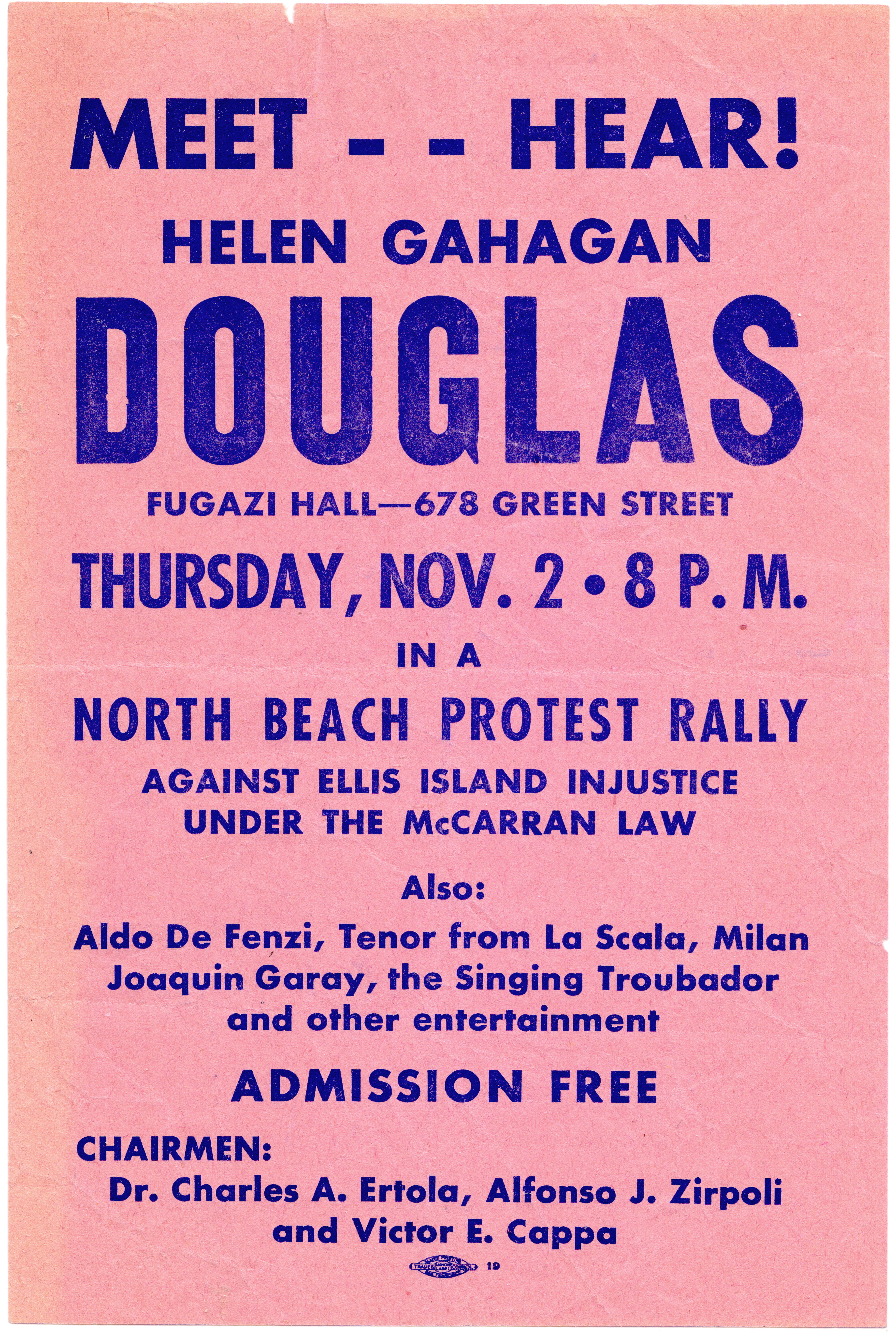
Постер, призывающий посетить съезд сторонников Дуглас

Несмотря на то, что опросы показывали Никсона впереди основного оппонента, его кампания до последнего предпринимала всё для достижения победы. На одном из мероприятии, посвященному сбору средств, предупреждали, что «Сейчас Никсон проигрывает… Недостаточно денег». Помимо этого, воздушная реклама призывала избирателей голосовать за конгрссмена. Вдобавок, кампания Никсона объявила, что будет звонить по случайным номерам и те, кто ответит вместо привычного «алло» и т.д «голосуйте за Никсона» получит фирменные сувениры и подарки. По инструктажу Чотинера, во всех местах, где людям приходилось ждать (в больницах, парикмахерских и т.д) принесли номер журнала «Saturday Evening Post» вышедший 18 месяцев назад, в котором была напечатана льстивая история о Никсоне.
В последние дни кампании, необходимую поддержку получила Дуглас: газета Манчестера Боди объявила о её поддержке, а президент Трумэн её похвалил. Муж Дуглас, Мелвин, поехал в тур по штату со спектаклем «две слепые мышки» и агитировал голосовать за свою супругу. Дуглас также поддержали другие актёры — Мирна Лой и Эдди Кэнтор. Никсон тоже пользовался поддержкой знаменитых голливудских актёров, таких как Говард Хьюз, Сесил Демилль и Джон Уэйн. Ещё один актёр, а также будущий президент, Рональд Рейган, сначала поддерживал Дуглас, но потом, после посещения съезда сторонников Никсона, перешёл на его сторону и начал собирать средства для его кампании. Дуглас, скорее всего, об этом было неизвестно, ибо в своей книге, вышедшей 30 лет спустя, она отмечала, что Рейган её активно поддерживал.

Флаер кампании Ричарда Никсона

Чотинер, работавший в избирательной кампании Эрла Уоррена в 1942 году, хотел, чтобы популярный губернатор публично выразил свою поддержку Никсону. Сам Уоррен не хотел иметь ничего общего с Никсоном. Для достижения цели Чотинер придумал хитрый способ: по его наставлению, глава «молодых Республиканцев» и будущий конгрессмен Джон Холт всё время ходил за Дуглас и спрашивал, кого же она хочет видеть губернатором штата. Дуглас сначала уклонялась от вопроса, но за четыре дня до выборов, ответила, что надеялась и молилась на победу Джеймса Рузвельта. Холт сообщил об этом Чотинеру, а тот уже инструктировал одного журналиста процитировать слова Дуглас перед Уорреном, который, после того, как выслушал сказанное, заявил: «С учётом этого заявления, хотел бы спросить её, как она думает, за кого я проголосую на выборах в сенат во вторник». Чотинер преподнёс это, как поддержку и кампания Никсона заверила избирателей, что конгрессмен тоже проголосует за Уоррена.
Несмотря на отставание в опросах, Дуглас была уверена в своей победе настолько, что предложила Джеймсу Рузвельту работа в её сенатском штабе. 7 ноября 1950 года, в день выборов, Никсон получил 59 % голосов избирателей, Дуглас же 41 %. Из 58 округов, Дуглас победила лишь в пяти округах северной Калифорнии с относительно небольшим населением. Никсон также выиграл во всех больших городах, а Эрл Уоррен победил Рузвельта ещё с большим отрывом. В своей речи после выборов, Дуглас признала поражение, но отказалась поздравить Никсона. Вито Маркантонио тоже потерял своё место в конгрессе на этих выборах.

## После выборов

### Кандидаты

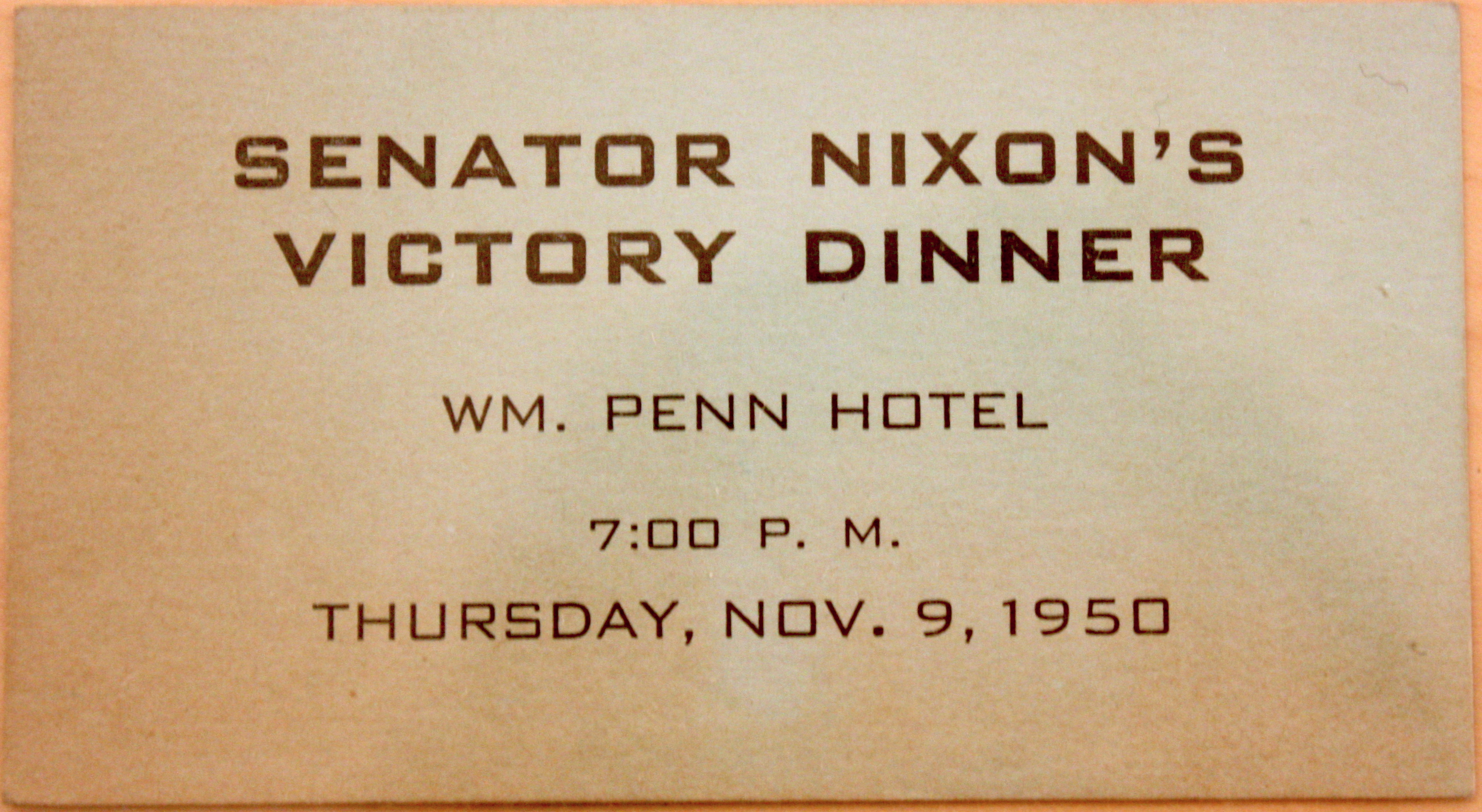
Приглашение на праздничный обед в честь победы Никсона

Через неделю после выборов, Доуни объявил, что досрочно уходит в отставку в связи с состоянием здоровья. До окончания срока Доуни (3 января 1951) губернатор Уоррен назначил Никсона, что сделало его «старше» сенаторов, которые приняли бы присягу в январе. Сам Никсон принял присягу 4 декабря 1950 года, в ноябре 1952 года был избран вице-президентом США, а в 1969 и вовсе стал президентом США. Доуни же после отставки стал лоббистом нефтяных интересов, но был уволен в 1952 году, когда республиканская партия получила полный контроль федерального правительства США. Манчестер Боди, опустошенный своим поражением и разочарованный в обычных людей, за которых он хотел бороться, перестал вести активную деятельность и в 1952 году продал свой пакет акции «Daily News»; газета обанкротилась в декабре 1954 года.
Ходили слухи, что Дуглас получит назначение в администрации президента Трумэна, но такое назначение было бы слишком спорным для президента. Индиа Эдвардс, сторонница Дуглас и вице-председатель Национального комитета демократической партии считала, что Дуглас не смогут назначить даже на самую плохую и незначительную должность. В 1952 году, Дуглас вернулась к актёрской карьере, в 1960 приняла участие в президентской кампании Джона Кеннеди, противником которого был Никсон. Дуглас также активно поддерживала Джорджа МакГоверна в 1972, когда Никсон баллотировался на второй срок и призывала к отставке последнего во время Уотергейтского скандала.
Спустя меньше недели после выборов, Дуглас написала одному из сторонников, что по её мнению, её кампания не могла сделать ничего, что изменило бы окончательный результат. Дуглас назвала причинами своего поражения войну, недоверие избирателей к внешней политике Трумэна и высокие цены а также то, что Никсон смог заполучить большой процент голосов работяг и женщин. Позже, Дуглас заявила, что либералы должны приложить большие усилия для победы в 1952. В интервью 1956 года, она заявила что хоть Никсон её никогда не называл коммунистом, он сделал всё, чтобы у избирателей сложилось мнение, будто она коммунистка или «коммунистична». В 1959 году, Дуглас написала, что не особо и хотела быть сенатором, а в 1962 году сказала, что её кампания избегала нападок на Никсона. В её мемуарах, опубликованных посмертно в 1982, она написала что у Никсона была своя победа, а у неё — своя. Главу о выборах 1950 она закончила следующим образом: «О кампании 1950 можно сказать лишь то, что был человек, который баллотировался в Сенат, который хотел туда попасть и которому было не важно, как».
В 1958 году, распространилась новость, будто Никсон сказал, что жалеет о тактике, использованной против Дуглас. Когда об этой новости стало известно прессе, Никсон отрицал, что говорил подобное и выпустил пресс-релиз, в котором заявлялось, что изображение Дуглас про-коммунистической было оправдано историей её голосования. Он также заявил, что Дуглас была частью тех, кто вёл против него «кампанию слухов», будто он «антисемит и поддерживает законы Джима Кроу». В мемуарах, опубликованных в 1978 году, Никсон писал, что "Хелен Дуглас проиграла потому, что избиратели Калифорнии в 1950 году не были готовы избрать сенатором кого-то с таким левой историей голосования или того, у кого по их мнению было наивное и мягкое отношение к коммунизму". Он отметил, что Дуглас имела некоторые проблемы из-за своей половой принадлежности, но «фатальная проблема заключалась в истории голосования и в её взглядах».

### Оценки
Современники кандидатов списывали результат на несколько факторов. Друг Дуглас и бывший министр внутренних дел Гарольд Айкс основополагающими поражения Дуглас считал слабую кандидатуру Джеймса Рузвельта и использование Никсоном красного страха. Инспектор округа Лос-Анджелес Джон Энсон Форд выразил мнение, что ораторское мастерство Никсона и нехватка объективной информации от прессы были основными причинами победы Никсона и поражения Дуглас. Отвечающий за финансовую часть кампании Дуглас, Элвин Мейерс заявил, что профсоюзы и рабочие профинансировали кампанию Дуглас, но не выразили достаточную поддержку на избирательных участках а также обвинил администрацию Трумэна в «выбрасывании» Дуглас. Менеджер её кампании в Сан-Диего заявлял, что около 500 000 человек получили анонимные телефонные звонки, сообщающие о том, что Дуглас является коммунистом, однако, не смог назвать никого, кто получил подобный звонок. Журнал «Time» писал, что Никсон достиг триумфа благодаря тому, что «сделал неудачи администрации [Трумэна] в Азии главным вопросом».
С началом политического возвышения, а потом и падения Никсона, выборы 1950 всё больше и больше принимали неблагоприятный характер для Никсона. Его биограф, Эрл Мазо писал, что во время критики Никсона и его избирательных кампании, ничто не вспоминали чаще его тактики против Дуглас. Друг Дуглас и менеджер президентской кампании Джорджа МакГоверна Френк Манкевиц, в биографии Никсона, изданной в 1973 году под названием «Совершенно очевидно: Никсон от Уйттера до Уотергейта» акцентировал внимание на выборах в сенат и розовом листе и заявил, что Никсон никогда не выигрывал свободные выборы без «больших подтасовок».
Историк Ингрид Скоби в биографии Дуглас сделала заключение, что исходя из отношения избирателей того времени, ни одна женщина не смогла бы выиграть те выборы. Она также отметила, что в поражение Дуглас также внесли стратегия Никсона, раздор демократической партии Калифорнии, слабость Джеймса Рузвельта, идеалистические взгляды Дуглас и нападки Манчестера Боди. Сравнивая две кампании, Эрл Мазо назвал людей из кампании Никсона «хирургами», а кампанию Дуглас «учениками мясника».
Роджер Моррис и Грег Митчелл, написавшие книги об этих выборах, заключили, что Никсон потратил довольно большие деньги на кампанию. Моррис писал о 1-2 миллионах долларов США (12-24 миллионов по сегодняшнему курсу), Митчелл же предполагал, что Никсон потратил вдвое больше. Ирвин Геллман в своей книге написал, что 4,209 долларов — суммая, официально потраченная кампанией Никсона, существенно приуменьшена, но отметил, что тогдашние законы давали возможность скрывать настоящую сумму затраченных средств и многие этой возможностью пользовались. Однако, Геллман также считает, что Моррис и Митчелл преувеличивают затраты. Конрад Блек в своей книге писал о полтора миллиона долларах, потраченных Никсоном и около половины этой суммы потраченной Дуглас.

## Результаты праймериз

### Демократической партии
| Праймериз Демократической партии США | Праймериз Демократической партии США | Праймериз Демократической партии США | Праймериз Демократической партии США | Праймериз Демократической партии США | Праймериз Демократической партии США |
| Партия                               | Партия                               | Кандидат                             | Голоса                               | %                                    | ±%                                   |
| ------------------------------------ | ------------------------------------ | ------------------------------------ | ------------------------------------ | ------------------------------------ | ------------------------------------ |
|                                      | Демократическая партия США           | Хелен Гаган Дуглас                   | 734,842                              | 46.98                                |                                      |
|                                      | Демократическая партия США           | Манчестер Боди                       | 379,077                              | 24.23                                |                                      |
|                                      | Республиканская партия США           | Ричард Никсон                        | 318,840                              | 20.38                                |                                      |
|                                      | Демократическая партия США           | Эрл Десмонд                          | 96,752                               | 6.19                                 |                                      |
|                                      | Республиканская партия США           | Улис Грант Биксби Мэйер              | 34,707                               | 2.22                                 |                                      |
| Явка                                 | Явка                                 | Явка                                 | 1,564,218                            | 100                                  |                                      |

### Республиканской партии
| Праймериз Республиканской партии США | Праймериз Республиканской партии США | Праймериз Республиканской партии США | Праймериз Республиканской партии США | Праймериз Республиканской партии США | Праймериз Республиканской партии США |
| Партия                               | Партия                               | Кандидат                             | Голоса                               | %                                    | ±%                                   |
| ------------------------------------ | ------------------------------------ | ------------------------------------ | ------------------------------------ | ------------------------------------ | ------------------------------------ |
|                                      | Республиканская партия США           | Ричард Никсон                        | 740,465                              | 64.59                                |                                      |
|                                      | Демократическая партия США           | Манчестер Боди                       | 156,884                              | 13.68                                |                                      |
|                                      | Демократическая партия США           | Хелен Гаган Дуглас                   | 153,788                              | 13.41                                |                                      |
|                                      | Демократическая партия США           | Эрл Десмонд                          | 60,613                               | 5.29                                 |                                      |
|                                      | Республиканская партия США           | Улис Грант Биксби Мэйер              | 18,783                               | 1.64                                 |                                      |
|                                      | Республиканская партия США           | Альберт Левитт                       | 15,929                               | 1.39                                 |                                      |
| Явка                                 | Явка                                 | Явка                                 | 1,146,462                            | 100                                  |                                      |

## Результаты всеобщих выборов
| Выборы в Сенат США от штата Калифорния, 7 ноября 1950 | Выборы в Сенат США от штата Калифорния, 7 ноября 1950 | Выборы в Сенат США от штата Калифорния, 7 ноября 1950 | Выборы в Сенат США от штата Калифорния, 7 ноября 1950 | Выборы в Сенат США от штата Калифорния, 7 ноября 1950 | Выборы в Сенат США от штата Калифорния, 7 ноября 1950 |
| Партия                                                | Партия                                                | Кандидат                                              | Голоса                                                | %                                                     | ±%                                                    |
| ----------------------------------------------------- | ----------------------------------------------------- | ----------------------------------------------------- | ----------------------------------------------------- | ----------------------------------------------------- | ----------------------------------------------------- |
|                                                       | Республиканская партия США                            | Ричард Никсон                                         | 2,183,454                                             | 59.23                                                 |                                                       |
|                                                       | Демократическая партия США                            | Хелен Гаган Дуглас                                    | 1,502,507                                             | 40.76                                                 |                                                       |
| Явка                                                  | Явка                                                  | Явка                                                  | 3,686,315                                             | 73.32                                                 |                                                       |

### Результаты по округам
Окончательные результаты от секретаря штата Калифорния:
| Округ           | Никсон  | Голоса  | Гаган Дуглас, Хелен | Голоса  | Write-in | Голоса |
| --------------- | ------- | ------- | ------------------- | ------- | -------- | ------ |
| Моно            | 76.41 % | 664     | 23.59 %             | 205     | 0 %      | 0      |
| Ориндж          | 73.87 % | 55,090  | 26.13 %             | 19,484  | 0 %      | 3      |
| Иньо            | 72.81 % | 2,702   | 27.19 %             | 1,009   | 0 %      | 0      |
| Алпайн          | 72.09 % | 93      | 27.91 %             | 36      | 0 %      | 0      |
| Импириал        | 72.07 % | 8,793   | 27.91 %             | 3,405   | 0.01 %   | 1      |
| Дел-Норт        | 70.70 % | 2,155   | 29.30 %             | 893     | 0 %      | 0      |
| Сан-Бенито      | 70.27 % | 2,992   | 29.73 %             | 1,266   | 0 %      | 0      |
| Риверсайд       | 67.35 % | 36,617  | 32.65 %             | 17,751  | 0 %      | 3      |
| Марин           | 67.27 % | 21,400  | 32.73 %             | 10,411  | 0.01 %   | 2      |
| Саттер          | 66.63 % | 4,993   | 33.37 %             | 2,501   | 0 %      | 0      |
| Марипоса        | 65.16 % | 1,496   | 34.84 %             | 800     | 0 %      | 0      |
| Сан-Матео       | 65.12 % | 57,118  | 34.87 %             | 30,587  | 0.01 %   | 8      |
| Санта-Круз      | 65.10 % | 17,431  | 34.90 %             | 9,343   | 0 %      | 0      |
| Гленн           | 64.87 % | 3,416   | 35.11 %             | 1,849   | 0.02 %   | 1      |
| Туларе          | 64.31 % | 25,625  | 35.69 %             | 14,221  | 0 %      | 0      |
| Колуза          | 63.30 % | 2,349   | 36.70 %             | 1,362   | 0 %      | 0      |
| Лейк            | 62.46 % | 3,223   | 37.54 %             | 1,937   | 0 %      | 0      |
| Сан-Луис-Обиспо | 62.18 % | 11,812  | 37.82 %             | 7,184   | 0 %      | 0      |
| Сонома          | 61.89 % | 23,600  | 38.10 %             | 14,529  | 0 %      | 1      |
| Санта-Клара     | 61.80 % | 57,318  | 38.18 %             | 35,413  | 0.01 %   | 10     |
| Санта-Барбара   | 61.55 % | 20,521  | 38.45 %             | 12,817  | 0 %      | 0      |
| Станислаус      | 61.47 % | 22,803  | 38.52 %             | 14,290  | 0.01 %   | 2      |
| Сан-Диего       | 61.38 % | 115,119 | 38.61 %             | 72,433  | 0.01 %   | 11     |
| Гумбольтд       | 61.26 % | 14,135  | 38.73 %             | 8,937   | 0 %      | 1      |
| Невада          | 61.00 % | 4,725   | 39.00 %             | 3,021   | 0 %      | 0      |
| Туалэми         | 60.58 % | 3,307   | 39.42 %             | 2,152   | 0 %      | 0      |
| Лос-Анджелес    | 60.33 % | 931,803 | 39.66 %             | 612,510 | 0.01 %   | 195    |
| Напа            | 60.23 % | 9,449   | 39.77 %             | 6,239   | 0 %      | 0      |
| Кингс           | 59.51 % | 6,977   | 40.49 %             | 4,747   | 0 %      | 0      |
| Сан-Бернардино  | 59.48 % | 53,956  | 40.51 %             | 36,751  | 0.01 %   | 4      |
| Мендосино       | 59.00 % | 7,197   | 40.99 %             | 5,000   | 0.01 %   | 1      |
| Мерсед          | 58.85 % | 9,922   | 41.14 %             | 6,937   | 0.01 %   | 1      |
| Монтерей        | 58.66 % | 19,506  | 41.32 %             | 13,741  | 0.02 %   | 6      |
| Техейма         | 57.95 % | 3,939   | 42.05 %             | 2,858   | 0 %      | 0      |
| Фресно          | 57.90 % | 48,537  | 42.10 %             | 35,290  | 0 %      | 0      |
| Мадера          | 57.88 % | 5,307   | 42.12 %             | 3,862   | 0 %      | 0      |
| Сан-Франциско   | 57.42 % | 165,631 | 42.58 %             | 122,807 | 0 %      | 4      |
| Юба             | 57.32 % | 4,166   | 42.68 %             | 3,102   | 0 %      | 0      |
| Модок           | 57.30 % | 1,888   | 42.70 %             | 1,407   | 0 %      | 0      |
| Калаверас       | 56.66 % | 2,489   | 43.85 %             | 1,904   | 0 %      | 0      |
| Бьютт           | 56.15 % | 12,512  | 43.85 %             | 9,770   | 0 %      | 0      |
| Керн            | 55.73 % | 34,452  | 44.27 %             | 27,363  | 0 %      | 1      |
| Амадор          | 55.71 % | 2,059   | 44.29 %             | 1,637   | 0 %      | 0      |
| Сискию          | 55.32 % | 6,774   | 44.68 %             | 5,472   | 0 %      | 0      |
| Сьерра          | 54.94 % | 639     | 44.97 %             | 523     | 0.09 %   | 1      |
| Сан-Хоакин      | 54.87 % | 31,046  | 44.99 %             | 25,459  | 0.14 %   | 79     |
| Эль-Дорадо      | 54.81 % | 3,833   | 45.19 %             | 3,160   | 0 %      | 0      |
| Тринити         | 54.41 % | 1,228   | 45.59 %             | 1,029   | 0 %      | 0      |
| Аламида         | 53.52 % | 150,273 | 46.47 %             | 130,492 | 0.01 %   | 15     |
| Вентура         | 52.37 % | 16,543  | 47.62 %             | 15,042  | 0 %      | 1      |
| Йоло            | 52.08 % | 6,411   | 47.92 %             | 5,899   | 0 %      | 0      |
| Сакраменто      | 51.08 % | 49,798  | 48.92 %             | 47,689  | 0 %      | 0      |
| Плэсер          | 50.46 % | 7,835   | 49.54 %             | 7,691   | 0 %      | 0      |
| Контра-Коста    | 49.82 % | 44,652  | 50.17 %             | 44,968  | 0 %      | 3      |
| Лассен          | 48.11 % | 2,556   | 51.89 %             | 2,757   | 0 %      | 0      |
| Шаста           | 44.90 % | 5,841   | 55.10 %             | 7,156   | 0 %      | 0      |
| Солано          | 43.89 % | 14,385  | 56.11 %             | 18,389  | 0 %      | 0      |
| Плумас          | 43.79 % | 2,353   | 56.21 %             | 3,020   | 0 %      | 0      |

### Другие источники
- Conklin, William (8 ноября 1950). Marcantonio loses his seat to Donovan, Coalition choice. The New York Times. Дата обращения: 7 июня 2009.  (требуется подписка)
- Davies, Lawrence (30 мая 1950). 3 clash on Coast in Senate contest. The New York Times. Дата обращения: 5 августа 2009.  (требуется подписка)
- Davies, Lawrence (1 ноября 1950). California tests communism issue. The New York Times. Дата обращения: 6 июня 2009.  (требуется подписка)
- Frank Observer (obviously a pseudonym) (29 марта 1950). Actor Arnold drops U.S. Senate bid. Los Angeles Daily News. p. 8.
- Graf, William. Statistics of the Congressional Election of November 7, 1950 (PDF) 2. United States Government Printing Office (1951). Дата обращения: 29 июня 2009.
- Jordan, Frank. State of California Statement of Vote, Direct Primary Election and Special State-wide Election, June 6, 1950 (англ.) : journal. — California State Printing Office, 1950. — 6 June.
- Jordan, Frank. State of California Statement of Vote, General Election, November 7, 1950 (англ.) : journal. — California State Printing Office, 1950. — 7 November.
- Boddy files petition in Senate race; Mayor Bowron signer. Los Angeles Daily News. 31 марта 1950. p. 3.
- Nixon, Republican, misrepresents himself as a Democrat in election dodge. Los Angeles Daily News. 5 июня 1950. p. 3.
- Six Ways to Compute the Relative Value of a U.S. Dollar Amount, 1774 to Present. MeasuringWorth. Дата обращения: 19 июня 2009. (Consumer bundle)
- Mundt, Karl. Letter from Sen. Karl Mundt to Richard Nixon, May 9, 1950, on file in the Richard M. Nixon Presidential Library and Museum, 1950 Senate race files, box 1 (англ.) : journal. — 1950. — 9 May.